# 1-й кінний корпус Червоного козацтва
1-й кінний корпус Червоного козацтва — військове з'єднання, що існувало у 1920—1938 роках у складі Червоної Армії.

## Історія формування
Кінний корпус сформовано на підставі наказу військам Південно-Західного фронту від 26 жовтня 1920 р. № 2029 у складі 8-ї та 17-ї кавалерійських дивізій.

### Назви
- 26.10.1920 — 13.12.1920 1-й кінний корпус.
- 13.12.1920 — 12.09.1921 1-й київський кінний корпус (перейменований наказом РВРР від 13.12.1920 № 2797/559).
- 12.09.1921 — 12.01.1926 1-й кінний корпус Червоного козацтва ім. Всеукраїнського ЦВК (перейменований наказом РВРР від 12.09.1921 № 1983/342).
- 12.01.1926 — 06.1938 1-й кінний корпус Червоного козацтва ім. ВУЦВК і ЛКСМ України (перейменований наказом РВРР від 12.01.1926 № 39).

У червні 1938 р. корпус та 1-ша і 2-га кавалерійські дивізії Червоного козацтва, які входили до його складу були розформовані та на базі корпусу створено 4-й кавалерійський корпус.

### Підпорядкування
- Південно-Західний фронт (26.10 — 10.12.1920)
- Збройні сили України та Криму, Київський військовий округ (10.12.1920 — 21.04.1922)
- Збройні сили України та Криму, Південно-Західний військовий округ (21.04.1922 — 27.05.1922)
- Збройні сили України та Криму, Український військовий округ (27.05.1922 — 23.08.1923)
- Збройні сили СРСР, Український військовий округ (23.08.1923 — 17.05.1935)
- Збройні сили СРСР, Київський військовий округ (17.05.1935 — … 06.1938)

### Склад
На 26.10.1920
- 1-й Кінний корпус
  - 8-ма Червоного козацтва кавалерійська дивізія,
  - 17-та кавалерійська дивізія.

На 13.12.1920
- 1-й Київський кінний корпус
  - 8-ма Червоного козацтва кавалерійська дивізія,
  - 17-та кавалерійська дивізія.

На 27.05.1921
- 1-й Київський кінний корпус
  - 8-ма кавалерійська дивізія Червоного козацтва,
  - 17-та кавалерійська дивізія Червоного козацтва.

На 10.08.1921
- 1-й кінний корпус Червоного козацтва імені Всеукраїнського ЦВК
  - 8-ма Червоного козацтва кавалерійська дивізія,
  - 17-та Червоного козацтва кавалерійська дивізія,
  - 9-та кавалерійська дивізія.

На 30.11.1921
- 1-й кінний корпус Червоного козацтва імені Всеукраїнського ЦВК
  - 8-ма Запорізька Червоного козацтва кавалерійська дивізія,
  - 17-та Чернігівська Червоного козацтва кавалерійська дивізія,
  - 9-та Кримська кавалерійська дивізія.

На 06.05.1922
- 1-й кінний корпус Червоного козацтва імені Всеукраїнського ЦВК
  - 1-ша Запорізька Червоного козацтва кавалерійська дивізія,
  - 2-га Чернігівська Червоного козацтва кавалерійська дивізія,
  - 9-та Кримська кавалерійська дивізія.

На 20.05.1922
- 1-й кінний корпус Червоного козацтва імені Всеукраїнського ЦВК
  - 1-ша Запорізька Червоного козацтва кавалерійська дивізія,
  - 2-га Чернігівська Червоного козацтва кавалерійська дивізія,
  - 9-та Кримська імені Ради Народних Комісарів Української Соціалістичної Радянської Республіки кавалерійська дивізія.

На 11.07.1925
- 1-й кінний корпус Червоного козацтва імені Всеукраїнського ЦВК
  - 1-ша Запорізька ім. Французької компартії Червоного козацтва кавалерійська дивізія,
  - 2-га Чернігівська ім. Німецької компартії Червоного козацтва кавалерійському дивізія,
  - 9-та Кримська імені Ради Народних Комісарів Української Соціалістичної Радянської Республіки кавалерійська дивізія.

На 01.01.1935
- 1-й кінний корпус Червоного козацтва імені Всеукраїнського ЦВК
  - 1-ша кавалерійська дивізія Червоного Козацтва,
  - 2-га кавалерійська дивізія Червоного Козацтва,
  - 9-та кавалерійська дивізія.
  - 1-ший окремий корпусних дивізіон зв'язку,
  - 1-ший окремий корпусних зенітно-артилерійський дивізіон,
  - 1-ший окремий корпусних авіаційний загін імені Робітників і Селян Проскуровщіни,
  - 1-ша окрема авіаційна ланка зв'язку - з 1935 р

На 12-15.09.1936
- 1-й кінний корпус Червоного козацтва імені Всеукраїнського ЦВК
  - 1-ша Запорізька ім. Французької компартії Червоного козацтва кавалерійська дивізія.
  - 9-та кавалерійська дивізія,
  - 28-ма кавалерійська дивізія,
  - 17-та механізована бригада.

## Участь у бойових діях
У 1920—1922 рр. частини корпусу брали участь у боротьбі з загонами Петлюри, Махна у районах м.м. Гайсин, Летичів, Фастів, Тараща, Брацлав, станції Жмеринка, використовувались на трудовому фронті.

## Командири
- Жовтень 1920 — червень 1924 — Примаков Віталій Маркович
- Червень 1924 — вересень 1925 — Каширін Микола Дмитрович
- Вересень 1925 — червень 1932 — Городовиков Ока Іванович
- Листопад 1932 — серпень 1937 — Демичев Михайло Опанасович
- Вересень 1937 — червень 1938 — Рябишев Дмитро Іванович (після перейменування корпусу у 4-й кавалерійський очолював його до червня 1940-го р.)